# Aluminia (Schiff, 1959)
Das Motortankschiff Aluminia war das erste aus Aluminium gebaute Tankschiff in der Binnenschifffahrt und wurde 1960 von der Schiffswerft Hilgers konstruiert.

## Grundidee
Ende der 1950er Jahre bestellte die Vereinigten Deutschen Metallwerke AG für die Reederei Lehnkering bei dem Hamburger Konstruktionsbüro Kölln-Jacobi einen Vorentwurf für den Bau eines Binnentankers aus Aluminium. Grundgedanke war die Gewichtsersparnis und die damit verbundene höhere Tragfähigkeit von rund 120 Tonnen gegenüber einem Stahlschiff des Gustav-Koenigs-Typs.

## Konstruktion
Das Schiff wurde abweichend von der gängigen Bauweise mit Trunkdeck, als Glattdecker mit höheren Seitenwänden gebaut um ein größeres Transportvolumen zu erreichen. Bei den Maßen von 67,60 m Länge, 8,16 m Breite auf Spanten und 2,85 m Tiefgang betrug der nutzbare Tankraum 1340 m³, was einer Tragfähigkeit von 955 Tonnen Benzin oder 1160 Tonnen Diesel entsprach. Um die für Kanalfahrten nötige Fixpunkthöhe einzuhalten, wurden vorn und achtern größere Kofferdämme eingebaut und die Vor- und Achterpiek sowie der Doppelboden als zusätzliche Ballasttanks verwendet. Angetrieben wurde das Schiff von einem Deutz-Dieselmotor RBV 6 M 545 mit 550 kW.
Der Rumpf bestand aus 9 mm starken Aluminiumblechen (AlMg 3), nur die Kimm war 12 mm und die Bergplatte 17 mm dick. Die Maschinenfundamente waren 30 mm dick. Die Propellerwelle war in einem stählernen Stevenrohr isoliert im gegossenen Achtersteven aus Aluminium eingebaut. Die Ruderschäfte, Ruderblätter, Ankerklüsen, Anker und der Kettenkasten waren aus verzinktem Stahl. Die Poller wurden mit einem 6 mm starken Edelstahlmantel versehen.
Die Ankerwinden, Lade- und Löschpumpe und die Trossenwinde achtern wurden hydraulisch angetrieben. Der um 10 Prozent höheren Tragfähigkeit standen allerdings um 40 Prozent gesteigerte Baukosten entgegen. Bei einer Serienfertigung von Aluminiumtankern erwartete man eine Kostensenkung auf 30 Prozent. Da diese Mehrkosten in keinem guten Verhältnis zur größeren Transportkapazität standen, wurden nur die Aluminia, sowie zwei kleinere in Koblenz stationierte Bunkerboote, die Marleen 1 und Marleen 2, gebaut.

## Bau
Die Pläne zum Schiff stammten von der Rheinbrohler Schiffswerft Hilgers, die schon viele Tankschiffe gebaut hatte. Die einzelnen Sektionen wurden in Kiel-Wellingdorf von der „Ambau - Apparate- und Maschinenbau“ gefertigt, die schon Aluminiumaufbauten für die Hanseatic und andere Seeschiffe gebaut hatten. Da dort keine entsprechende Helling vorhanden war, wurden die Sektionen auf der Staatswerft Rendsburg-Saatsee zusammengebaut und am 21. November 1959 erfolgte der Stapellauf. Anschließend wurde der Rumpf nach Rheinbrohl geschleppt und dort zum kompletten Schiff ausgerüstet.
Ein zweiter Tanker, bei dem nur der Ladebereich aus Aluminium bestand, war das TMS ATR 1 der „Aluminium Tankreederei“. Bei diesem Schiff waren die Bug- und Hecksektionen aus Stahl gebaut und mit dem Tankbereich verschraubt. Das Mittelteil aus Aluminium wurde von der Weser-Flugzeugbau GmbH in Einswarden gebaut und auf der Schiffs- und Bootswerft Gebr. Schürenstedt in Bardenfleth mit den dort gebauten Sektionen zusammengebaut. Der Tankbehälter war tonnenförmig mit seitlich angebrachten Gangborden, mittschiffs waren die Lade- und Löscheinrichtungen installiert. Ein geplanter Tankschubleichter wurde nicht mehr gebaut. Später wurde das Schiff umgebaut und erhielt ein Stahlmittelschiff. Die ATR 1 hatte bei den Maßen 67 × 9,9 × 2,0 m eine Tragfähigkeit von 800 Tonnen, der Antrieb erfolgte mit zwei Motoren je 450 PS auf zwei Propeller.